# Yasmin Harper
Yasmin Isis Harper (Chester, 28 luglio 2000) è una tuffatrice britannica, vincitrice di un bronzo olimpico.

## Biografia
Agli europei di nuoto di Roma 2022 ha vinto il bronzo nel trampolino 3 m, preceduta sul podio dall'italiana Chiara Pellacani e la svizzera Michelle Heimberg.
Ai mondiali di Fukuoka 2023 ha ottenuto l'argento nel sincro 3 m, assieme a Scarlett Mew Jensen.
Ai mondiali di Doha 2024 ha guadagnato il brono nel sincro 3 m, sempre con Scarlett Mew Jensen.
Ha rappresento la Gran Bretagna ai Giochi olimpici estivi di Parigi 2024, dove ha vinto la medaglia di bronzo sincro 3 m, con Scarlett Mew Jensen.

## Palmarès
| Anno                                  | Manifestazione          | Sede       | Evento               | Risultato | Prestazione | Note |
| ------------------------------------- | ----------------------- | ---------- | -------------------- | --------- | ----------- | ---- |
| In rappresentanza della Gran Bretagna |                         |            |                      |           |             |      |
| 2022                                  | Mondiali                | Budapest   | Trampolino 1 m       | 15º       | 241,50 p.   |      |
| 2022                                  | Mondiali                | Budapest   | Trampolino 3 m       | 25º       | 236,90 p.   |      |
| 2022                                  | Europei                 | Roma       | Trampolino 1 m       | 6º        | 242,20 p.   |      |
| 2022                                  | Europei                 | Roma       | Trampolino 3 m       | Bronzo    | 296,20 p.   |      |
| 2023                                  | Mondiali                | Fukuoka    | Trampolino 3 m       | 24º       | 266,10 p.   |      |
| 2023                                  | Mondiali                | Fukuoka    | Sincor 3 m           | Argento   | 296,58 p.   |      |
| 2024                                  | Mondiali                | Doha       | Trampolino 3 m       | 23º       | 238,80 p.   |      |
| 2024                                  | Mondiali                | Doha       | Sincro 3 m           | Bronzo    | 281,70 p.   |      |
| 2024                                  | Giochi olimpici         | Parigi     | Trampolino 3 m       |           |             |      |
| 2024                                  | Giochi olimpici         | Parigi     | Sincro 3 m           | Bronzo    | 302,28 p.   |      |
| 2025                                  | Mondiali                | Singapore  | Sincro 3 m           | Argento   | 298,35 p.   |      |
| In rappresentanza dell' Inghilterra   |                         |            |                      |           |             |      |
| 2022                                  | Giochi del Commonwealth | Birmingham | Trampolino 1 m       | 7º        | 254,50 p.   |      |
| 2022                                  | Giochi del Commonwealth | Birmingham | Trampolino 3 m       | 6º        | 306,40 p.   |      |
| 2022                                  | Giochi del Commonwealth | Birmingham | Trampolino 3 m misti | 8º        | 268,59 p.   |      |